# Stazione di Volčja Draga
La stazione di Volčja Draga (in italiano tra 1923 e 1947 Stazione di Valvolciana) è una stazione ferroviaria delle linee Gorizia-Aidussina e Jesenice-Trieste; serve il centro abitato di Volčja Draga, frazione del comune di Ranziano-Voghersca.

## Storia
La stazione fu attivata nel 1902, all'apertura dell'intera linea.
Dopo la prima guerra mondiale, con l'annessione della zona al Regno d'Italia, la stazione passò alle Ferrovie dello Stato italiane, assumendo il nome di Valvolciana.
Dopo la seconda guerra mondiale la stazione passò alla rete jugoslava (JŽ), venendo ribattezzata Volčja Draga, analogamente al centro abitato. Dal 1947 i treni non raggiungono più Gorizia.
Dal 1991 appartiene alla rete slovena (Slovenske železnice).